# Šime Žužul
Šime Žužul (* 10. Januar 1996 in Split, Jugoslawien) ist ein kroatischer Fußballspieler.

## Karriere
Šime Žužul erlernte das Fußballspielen in der Jugendmannschaft von Hajduk Split im kroatischen Split. Seinen ersten Vertrag unterschrieb er 2015 bei RNK Split. Der Klub spielte in der ersten Liga, der 1. HNL. Direkt nach Vertragsunterschrift wurde er umgehend an NK Imotski ausgeliehen. Mit dem Verein aus Imotski spielte er in der zweiten Liga, der 2. HNL. Nach Ende der Ausleihe wurde er von Imotske im August 2016 fest verpflichtet. Im Februar 2017 wechselte er zum Ligakonkurrenten HNK Gorica Velika Gorica nach Velika Gorica. Mit dem Verein feierte er am Ende der Saison die Vizemeisterschaft. Mitte 2017 verließ er Kroatien und schloss sich dem österreichischen Regionalligisten Deutschlandsberger SC an. Bis Mitte August 2018 absolvierte er 29 Regionalligaspiele. Nach der Saison kehrte er nach Kroatien zurück und schoss sich dem Zweitligisten NK Hrvatski dragovoljac aus Zagreb an. Im Februar 2019 zog es ihn nach Asien. Hier unterschrieb er in Singapur einen Vertrag beim Erstligisten Balestier Khalsa. Für Khalsa absolvierte er 52 Erstligaspiele und schoss dabei 30 Tore. Im Januar 2022 wechselte er zum Ligakonkurrenten Geylang International. Hier stand er eine Spielzeit unter Vertrag. Für Geylang bestritt er 27 Erstligaspiele. Dabei schoss er 18 Tore. Im Januar 2023 ging er nach Usbekistan, wo er einen Vertrag beim Erstligisten Lokomotiv Taschkent unterschrieb.

## Erfolge
HNK Gorica Velika Gorica
- 2. HNL

Vizemeister: 2016/17